# Cartum
Cartum (em árabe: الخرطوم, transl. al-Kharṭūm) é a capital do Sudão e a segunda maior cidade do país, com população de 1 410 858 habitantes de acordo com o censo de 2008. Abriga um porto fluvial na confluência do Nilo Azul com o Nilo Branco, na zona leste-central do país.  Foi fundada pelos egípcios em 1821 e ainda hoje é marcada pela pobreza, com exceção de raras áreas exclusivas. Poucas ruas são pavimentadas, apesar de o centro da cidade ser bem planejado. Cartum é um centro administrativo, econômico e comercial do Sudão. Dentre as indústrias que se destacam, estão as de alimentação, tecidos e manufacturas de vidros.
Dividida pelos Nilos (Azul e Branco), a área metropolitana de Cartum, conhecida também como Grande Cartum, é uma metrópole tripartida, com uma população total de 4 272 728 habitantes de acordo com o censo de 2008. É constituída pela aglomeração urbana das cidades de Cartum, Cartum do Norte (ou Bahri; em inglês: Khartoum North; em árabe: al-Khartūm Bahrī) e Ondurmã (em árabe: Umm Durmān). Dentro da Grande Cartum, Cartum e Cartum do Norte estão situadas respectivamente às margens esquerda e direita do Nilo Azul, enquanto Ondurmã está localizada na margem esquerda do Nilo principal, logo após a confluência dos dois Nilos. As três aglomerações estão conectadas por pontes.
No meio de transportes internacional, Cartum tem linhas de trem para Porto Sudão, e também para o Egito, a cidades como Al-Ubayyid. O tráfego pelos rios Nilo Azul e Branco também é muito importante, e a cidade dispõe também de um Aeroporto Internacional. Cartum tem três universidades, a Universidade de Cartum, a Universidade Nilayin e a Universidade Sudanesa de Ciência e Tecnologia.

## Etimologia
A palavra Cartum é derivada do árabe Al-Khartūm (الجرطوم), que significa "tromba de elefante", provavelmente referindo-se à faixa estreita de terra que se estende entre o Nilo Azul e o Nilo Branco. O capitão J. A. Grant, que chegou a Cartum em 1863 com a expedição do capitão Speke, achava que a palavra era derivada mais provavelmente do cártamo (Carthamus Tinctorius L.), chamado de gartoon, e que era amplamente cultivado no Egito por causa do seu óleo.[carece de fontes?]

## História

### Dos primeiros assentamentos aoséculo XVIII

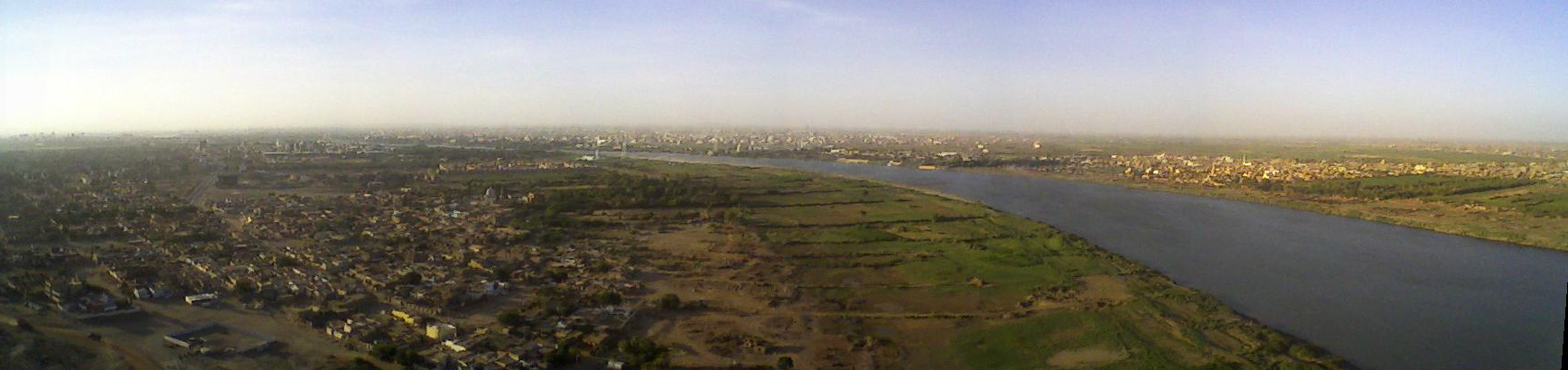
Cartum na 'Curva do Nilo'

Os primeiros assentamentos em Cartum datam entre 4000 e 3 500 a.C. Em áreas próximas à cidade atual, os núbios e outras culturas utilizavam a cerâmica, artefatos encontrados deste material foram classificados entre os mais antigos conhecidos na África. Em Shaheinab, um sítio arqueológico situado nas redondezas, pesquisas recentes descobriram evidências da domesticação de animais pelos núbios.
Entre 540 e 1504, Cartum sofreu influência cristã na religião e cultura. Foi neste período que Sobate, uma cidade situada 20 quilômetros a sudeste da cidade atual, surgiu como capital e centro da política eclesiástica do Reino de Alódia. Entre 1504 e 1821, período do Sultanato de Senar, o poder de Sobate se transferiu para a cidade de Senar, localizada a aproximadamente 290 quilômetros ao sul de Cartum, na margem oeste do Nilo Azul. Foi durante este período de transformação política que ocorreu o declínio de Sobate como capital e como centro político.
No final do século XVII e no XVIII, assentamentos sudaneses se restabeleceram na ilha Tuti, situada na confluência dos dois Nilos. Estes assentamentos cresceram para as vizinhas cidades de Cartum, Cartum do Norte e Ondurmã. Estas populações cultivavam em lados opostos do Nilo, e o período de três meses de enchentes ao longo da parte noroeste do rio possibilitou o desenvolvimento e o uso das rodas de água para irrigação. Devido a esse fenômeno sazonal, a agricultura perene se estabeleceu na área e provavelmente explica a existência destes povoados semi-permanentes na área do Nilo Azul.
Estudiosos acreditam que no início do século XVIII, a influência da fé e cultura islâmica nas populações indígenas sudanesas já havia começado. Estas povoações foram influenciadas por uma recente escola religiosa fundada na região, a Caluá.

### Da fundação à independência

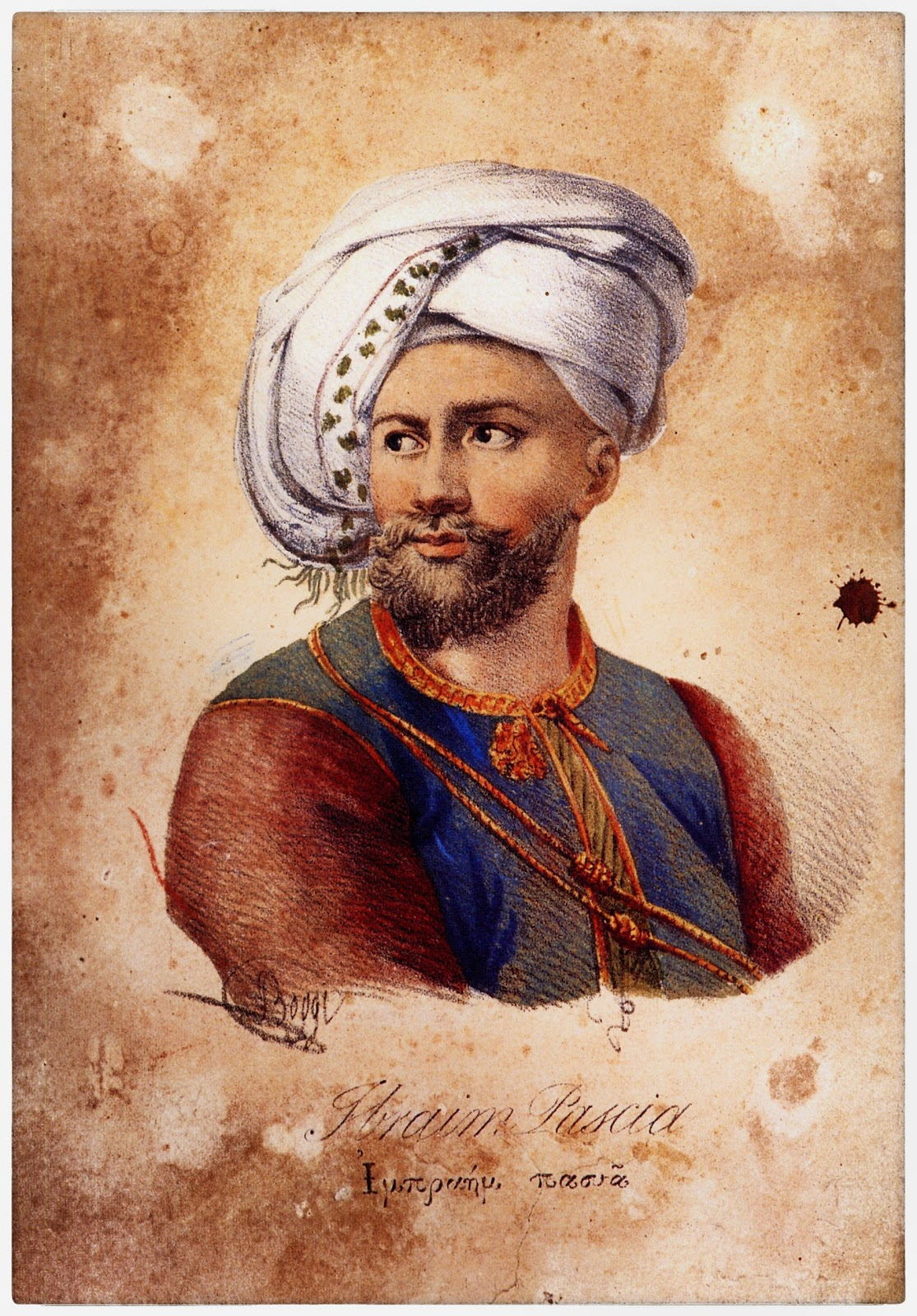
Ibraim Paxá, fundador de Cartum

Ibraim Paxá, soberano otomano do Egito, invadiu a região com suas tropas e fundou Cartum em 1821 como um entreposto para o exército egípcio. A força invasora era composta por oficiais turcos, circassianos e albaneses. O povoado cresceu e se consolidou como centro regional de comércio, incluindo o comércio escravagista.
O período turco-egípcio do Sudão foi marcado pela violência e exploração. A captura e venda de escravos, a exploração de minas de ouro e a caça de elefantes por causa do marfim foram controladas por um monopólio estatal até 1840. Estas atividades ajudaram no desenvolvimento urbano de Cartum.
Em 1830, Cartum foi oficialmente reconhecida como capital da região de Bilad As-Sudan. Esta nova condição trouxe modernização e desenvolvimento da infra-estrutura da cidade. Em 1860, os edifícios mais importantes da cidade era o palácio do governador, os edifícios governamentais, dois quartéis de grande porte, um hospital, uma escola, uma mesquita, duas igrejas e os estaleiros. No final do século XIX, Cartum estava impregnada pela corrupção. Os líderes religiosos, as pessoas mais influentes e os comerciantes pró-governo eram todos responsáveis pela corrupção do governo e miséria do povo.

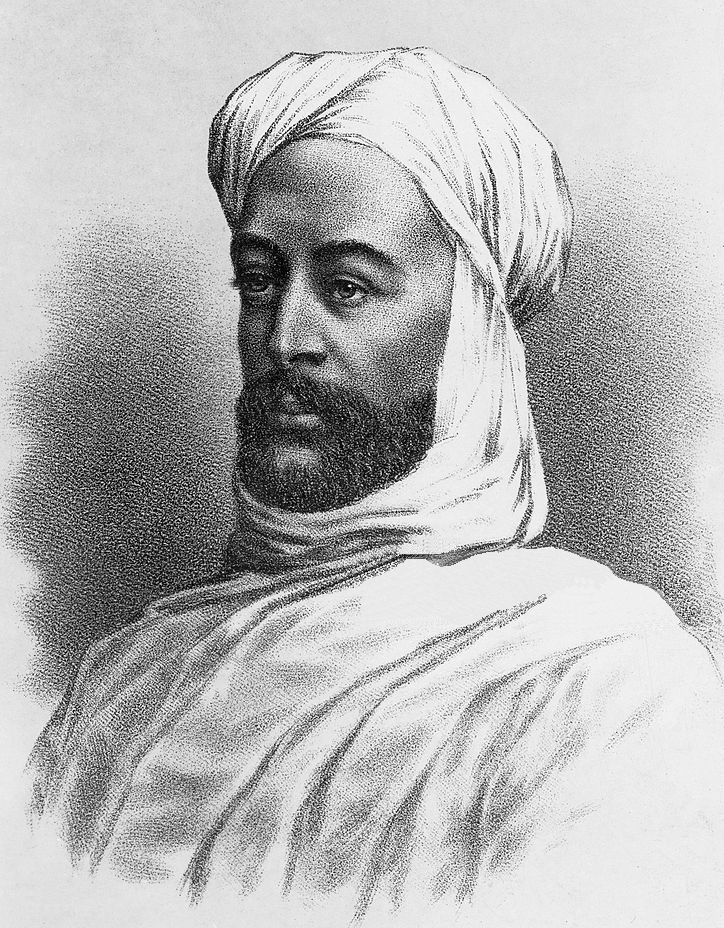
Maomé Amade, o auto-proclamado Mádi

Em 1881, o autoproclamado Mádi (redentor) do Sudão, Maomé Amade, rebelou-se contra a cultura dominante turca, e declarou a jiade baseada em uma ideologia fundamentalista, na qual ele acreditava que iria criar um estado islâmico mundial. Foi durante este período de transformação política e religiosa que Cartum mudaria da ortodoxia religiosa apoiada pelo Império Otomano para o fundamentalismo madista.
Tropas leais a Maomé Amade sitiaram a cidade em 13 de março de 1884, e derrotaram uma força anglo-egípcia liderada pelo general britânico Charles George Gordon, que foi massacrada. Muito danificada, a cidade finalmente foi dominada pelos madistas em 26 de janeiro de 1885. Maomé Amade morreu pouco depois da queda de Cartum, seu sucessor, o califa Abedalá ibne Maomé (El-Ta'aishi), traçou um plano alternativo para o desenvolvimento urbano dos territórios recém-conquistados. Em agosto de 1886, ele ordenou a evacuação completa e destruição de Cartum. Durante todo o reinado do califa (1885-1898), a cidade ficaria abandonada e desprotegida, a sede administrativa foi transferida de Cartum para  Ondurmã. Esta transformação política, propiciou grande desenvolvimento urbano para Ondurmã e afetou Cartum pelos próximos quinze anos.
O regime madista é por muitos considerado o primeiro governo nacionalista do Sudão, pois seu objetivo era manter a  independência e autonomia do Sudão dos egípcios e das forças britânicas. As leis impostas pelo regime madista eram tradicionalistas e islâmicas, e combinava militarismo com a Charia. Durante o reinado do califa, ocorreram diversas tentativas dos britânicos de derrubar o regime madista.
Em 2 de setembro de 1898, Ondurmã foi palco de uma batalha sangrenta na qual as forças britânicas lideradas por Herbert Kitchener derrotaram as forças madistas. A partir desta vitória os britânicos começaram uma nova era na vida urbana e política da cidade.
Em 1899, Cartum se tornou a capital do Sudão Anglo-Egípcio. Os Royal Engineers foram contratados para reconstruir a cidade. Com a utilização de projetos do próprio Herbert Kitchener e de mão-de-obra dos prisioneiros de guerra madistas, os britânicos criaram a nova infra-estrutura urbana de Cartum, ignorando completamente o projeto da antiga cidade. Diversas explicações foram dadas para o projeto da nova Cartum, anglo-egípcia; uma delas dizia que Kitchener teria disposto as ruas da cidade de maneira semelhante à Union Jack, como forma de simbolizar a dominação britânica. Outra é de que o sistema de ruas dispostas em linhas retas e diagonais teria sido projetado para convergir de tal maneira que metralhadoras pudessem atingir toda a cidade. Não existe, no entanto, qualquer evidência contemporânea para sustentar qualquer uma destas teorias.
Essa enorme mudança urbana da cidade é marcada pelo início do período conhecido como Condomínio Anglo-Egípcio. Este período foi definido em 1898 através de um acordo anglo-egípcio que duraria até a independência do Sudão em 1956. Como é típico em regimes coloniais, os papéis estavam claramente definidos: os britânicos compunham a elite administrativa, os egípcios preenchiam as funções econômicas e políticas intermediárias e os sudaneses ocupavam os cargos inferiores.
Quando o Sudão se tornou independente, em 1956, Cartum se tornou a capital do país.

### Após a independência

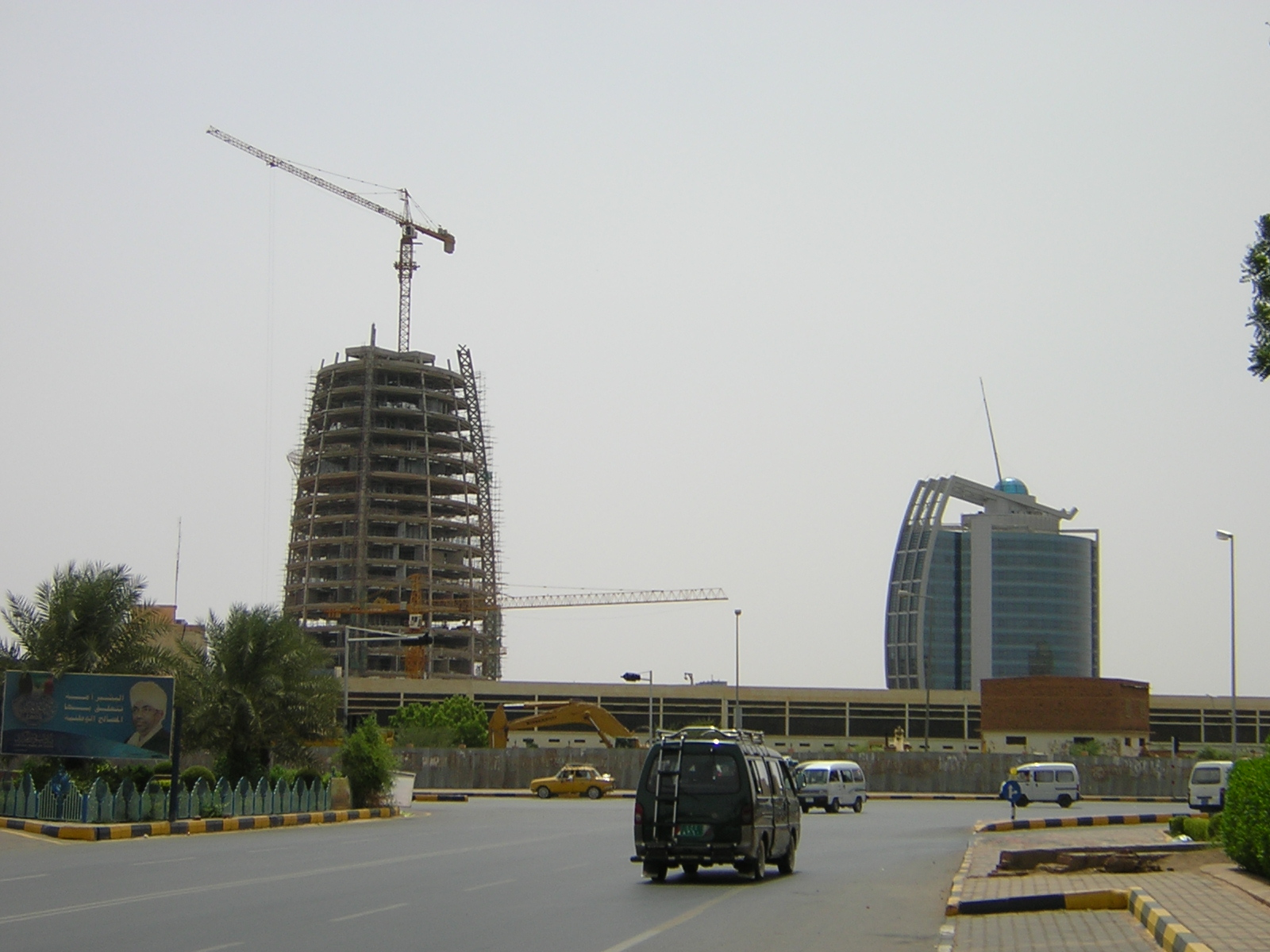
Prédios em construção em Cartum

Em 1973, a cidade foi palco de uma crise de reféns na qual membros do grupo terrorista Setembro Negro mantiveram dez pessoas presas na embaixada da Arábia Saudita, cinco das quais eram diplomatas; o embaixador americano, o vice-embaixador e o chargé d'affaires belga foram assassinados, enquanto os reféns restantes foram libertados posteriormente. Um documento de 1973 do Departamento de Estado dos Estados Unidos, divulgado ao público em 2006, concluiu que "a operação de Cartum foi planejada e executada com o conhecimento integral e a aprovação pessoal de Yasser Arafat."
O primeiro oleoduto entre Cartum e Porto Sudão foi completado em 1977.
Ao longo das décadas de 1970 e 80, Cartum foi o destino de centenas de milhares de refugiados, que fugiam de conflitos nas nações vizinhas, como o Chade, Eritreia, Etiópia e Uganda. Os refugiados eritreus e etíopes foram assimilados à sociedade, enquanto alguns dos outros refugiados acabaram por se estabelecer em grandes favelas na periferia da cidade. A partir da metade da década de 1980, grandes números de pessoas vindas do Sudão Meridional e de Darfur, fugindo da violência da Segunda Guerra Civil Sudanesa e do conflito em Darfur, procuraram refúgio na cidade.
Após os atentados às embaixadas americanas em 1998, os Estados Unidos acusaram o grupo terrorista Al-Qaeda, de Osama bin Laden, com a responsabilidade pelo ataque, e iniciaram ataques de mísseis de cruzeiro (em 20 de agosto) à indústria farmacêutica Al-Shifa, no norte de Cartum. A destruição da fábrica criou uma tensão diplomática entre os dois países, e até hoje as suas ruínas são uma atração turística da cidade.
Com a morte repentina de John Garang, chefe do Exército Popular de Libertação do Sudão e vice-presidente do país, no fim de julho de 2005, graves distúrbios ocorreram na capital, por três dias seguidos, que só terminaram depois que líderes tribais e políticos do sul do país enviaram mensagens aos rebeldes. A situação foi caótica, com execuções em massa e vinganças generalizadas, com pelo menos 24 mortos nos confrontos entre jovens do sul do país e as forças de segurança.
A reunião da Organização da Unidade Africana foi realizada entre 18 e 22 de julho de 1978, em Cartum, período durante o qual o país assumiu a presidência da organização. Uma reunião da União Africana, entre 16 e 24 de janeiro de 2006, também foi realizada na cidade, bem como a reunião da Liga Árabe de 28-29 de março de 2006, período durante o qual o Sudão ocupou a presidência da liga.
Em 10 de maio de 2008, o grupo rebelde Movimento pela Justiça e Igualdade, de Darfur, invadiu a cidade, onde travou ferozes combates com as forças governamentais sudanesas. Entre seus soldados estavam crianças, e sua meta era derrubar do poder o presidente Omar Hassan al-Bashir; o governo sudanês, no entanto, conseguiu repelir o ataque.

## Geografia

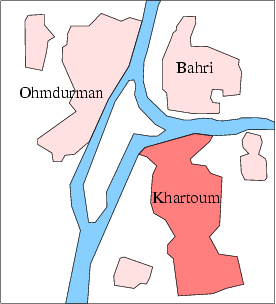
Os Nilos cortando a Grande Cartum, com a cidade de Cartum em destaque

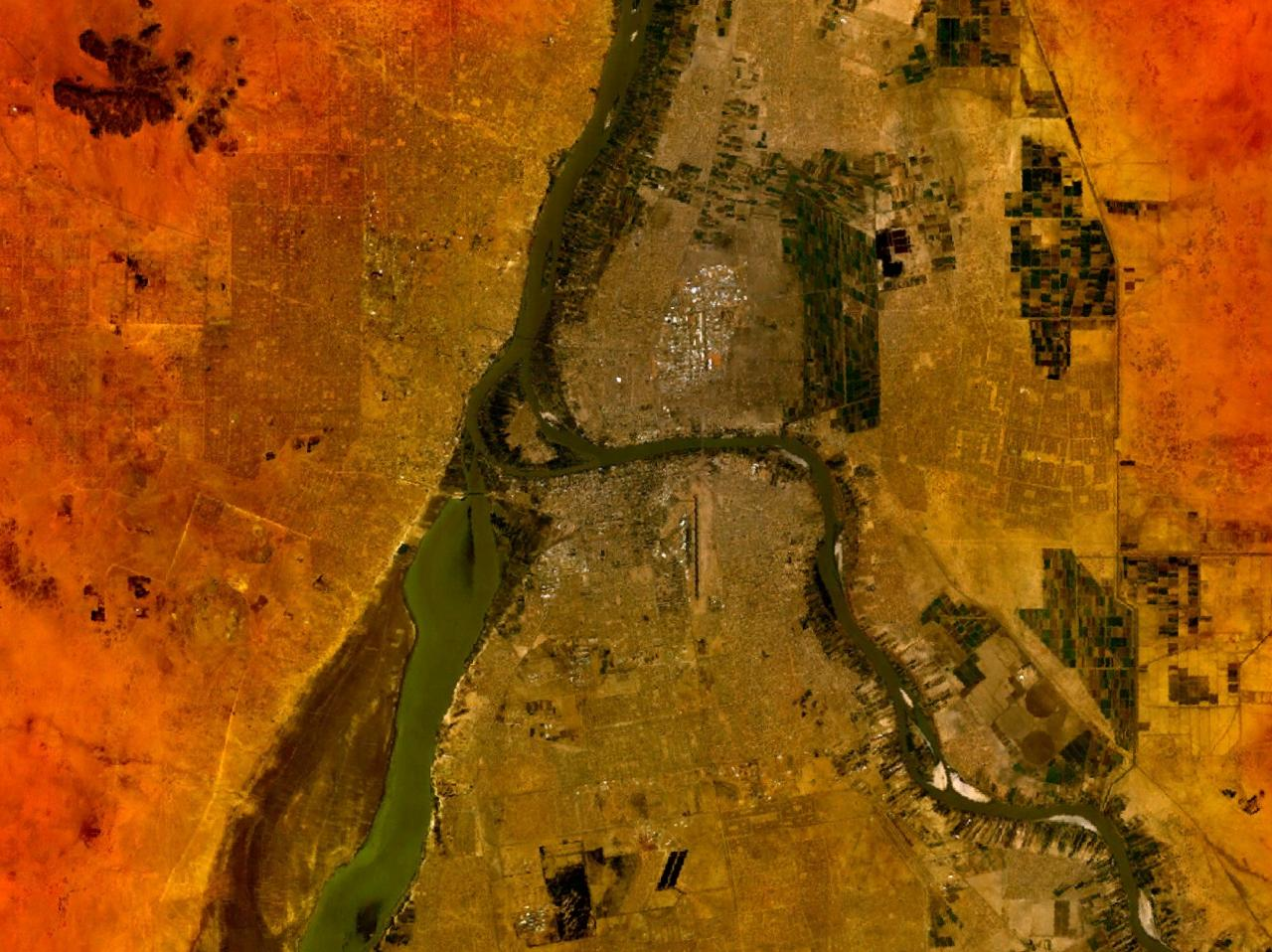
Cartum e o Nilo (NASA)

A cidade de Cartum está localizada nas coordenadas 15° 38' Norte e 32° 32 Leste, na confluência do Nilo Azul com o Nilo Branco, que formam o grande Nilo, sua altitude média é de 379 m acima do nível do mar. A Grande Cartum é formada por três cidades distintas - a própria Cartum, Cartum do Norte ou Bahri e Ondurmã - que estão divididas pelo Nilo e seus dois formadores. O Nilo Azul corre entre Cartum e Cartum do Norte, o Nilo Branco entre Cartum e Ondurmã e o grande Nilo entre Cartum do Norte e Ondurmã. A confluência dos Nilos Azul e Branco, conhecida como Al-Mogran, está localizada logo ao norte da ponte que liga Cartum a Ondurmã.

### Clima
Cartum possui um clima quente e árido, com precipitação significativa apenas nos meses de julho e agosto. Cartum apresenta precipitação média anual de pouco mais de 155 mm. Baseado na média anual das temperaturas, Cartum é possivelmente a mais quente das grandes cidades do planeta. A temperatura pode ultrapassar os 47 °C no meio do verão.
| Dados climatológicos para Cartum           | Dados climatológicos para Cartum | Dados climatológicos para Cartum | Dados climatológicos para Cartum | Dados climatológicos para Cartum | Dados climatológicos para Cartum | Dados climatológicos para Cartum | Dados climatológicos para Cartum | Dados climatológicos para Cartum | Dados climatológicos para Cartum | Dados climatológicos para Cartum | Dados climatológicos para Cartum | Dados climatológicos para Cartum | Dados climatológicos para Cartum |
| Mês                                        | Jan                              | Fev                              | Mar                              | Abr                              | Mai                              | Jun                              | Jul                              | Ago                              | Set                              | Out                              | Nov                              | Dez                              | Ano                              |
| ------------------------------------------ | -------------------------------- | -------------------------------- | -------------------------------- | -------------------------------- | -------------------------------- | -------------------------------- | -------------------------------- | -------------------------------- | -------------------------------- | -------------------------------- | -------------------------------- | -------------------------------- | -------------------------------- |
| Temperatura máxima recorde (°C)            | 39                               | 43                               | 44                               | 48                               | 47                               | 44                               | 43                               | 42                               | 43                               | 42                               | 43                               | 38                               | 48                               |
| Temperatura máxima média (°C)              | 28                               | 29                               | 33                               | 37                               | 38                               | 38                               | 36                               | 34                               | 36                               | 36                               | 32                               | 29                               | 34                               |
| Temperatura mínima média (°C)              | 19                               | 21                               | 24                               | 28                               | 31                               | 31                               | 29                               | 29                               | 30                               | 29                               | 25                               | 21                               | 26                               |
| Temperatura mínima recorde (°C)            | 9                                | 7                                | 11                               | 13                               | 20                               | 21                               | 20                               | 18                               | 21                               | 20                               | 12                               | 1                                | 1                                |
| Precipitação (mm)                          | 0                                | 0                                | 0                                | 0                                | 2,5                              | 7,6                              | 48,3                             | 68,6                             | 20,3                             | 5,1                              | 0                                | 0                                | 157,5                            |
| Fonte: weatherbase.com 13 de junho de 2010 |                                  |                                  |                                  |                                  |                                  |                                  |                                  |                                  |                                  |                                  |                                  |                                  |                                  |

## Demografia
A Grande Cartum é constituída pela aglomeração urbana das cidades de Cartum, Cartum do Norte (ou Bahri; em inglês: Khartoum North; em árabe: al-Khartūm Bahrī) e Ondurmã (em árabe: Umm Durmān). A aglomeração urbana apenas da cidade de Cartum é constituída pela população total do distrito de Cartum (Alkhartoum; 639 598 hab. em 2008) e pela população urbana do distrito Cartum Sul (Jabal Awliya; 771 260 hab. em 2008). Tanto em Cartum como na Grande Cartum os homens representam 53,4% da população enquanto as mulheres representam 46,6%.
A população da Grande Cartum abrange 81% da população total do estado de Cartum e 100% da população urbana do estado.

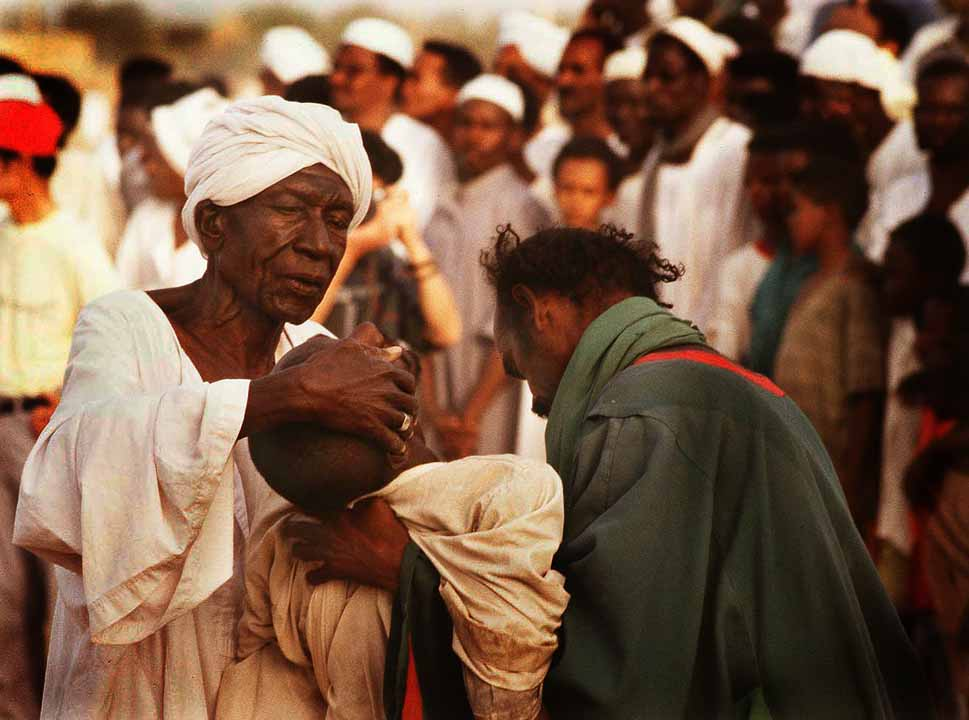
Ritual sufi em Cartum

| Ano                                 | População | População      |
| Ano                                 | Cartum    | Grande Cartum¹ |
| ----------------------------------- | --------- | -------------- |
| 1907                                | 69 349    | k. A.          |
| 1956                                | 93 100    | 245 800        |
| 1973                                | 333 906   | 748 294        |
| 1983                                | 473 597   | 1 340 646      |
| 1993                                | 947 483   | 2 919 773      |
| 2008                                | 1 410 858 | 4 272 728      |
| ¹ Cartum, Cartum do Norte e Ondurmã |           |                |

## Transportes

### Aéreo
Cartum é a sede do maior aeroporto do Sudão, o Aeroporto Internacional de Cartum, e o principal centro da Sudan Airways, principal linha aérea do Sudão. O aeroporto foi construído na margem sul da cidade, mas com o rápido crescimento de Cartum e a consequente expansão urbana, o aeroporto atualmente está localizado no coração da cidade. Um novo aeroporto internacional está sendo construído atualmente na cidade de Ondurmã. Ele irá substituir o atual aeroporto de Cartum como o principal aeroporto do Sudão, seguido pelo Aeroporto de Juba e o Aeroporto de Porto Sudão.

### Pontes
As seguintes pontes que atravessam o Nilo Azul e ligam Cartum à Cartum do Norte:
- Ponte Nimir Mac
- Estrada do Nilo Azul e Ponte Ferroviária
- Ponte Kober
- Ponte Elmansheya

As seguintes pontes que atravessam o Nilo Branco e ligam Cartum à Ondurmã:
- Ponte do Nilo Branco Bridge
- Ponte Fitayhab
- Ponte Al Dabbaseen (Em Construção)
- Ponte Omhuraz (proposta)

As pontes cruzadas que ligam Ondurmã à Cartum do Norte:
- Ponte Shambat
- Ponte Halfia (Em Construção)

As seguintes pontes cruzadas sobre a Ilha Tuti que ligam as três cidades:
- Ponte Cartum Tuti
- Ponte Suspensa Ondurmã Tuti proposta
- Ponte Cartum do Norte Tuti proposta

### Férreo
Cartum tem linhas de trem para o Egito, Porto Sudão e Al-Ubayyid. Além de linhas ferroviárias estendido a algumas partes ao sul.

## Cultura

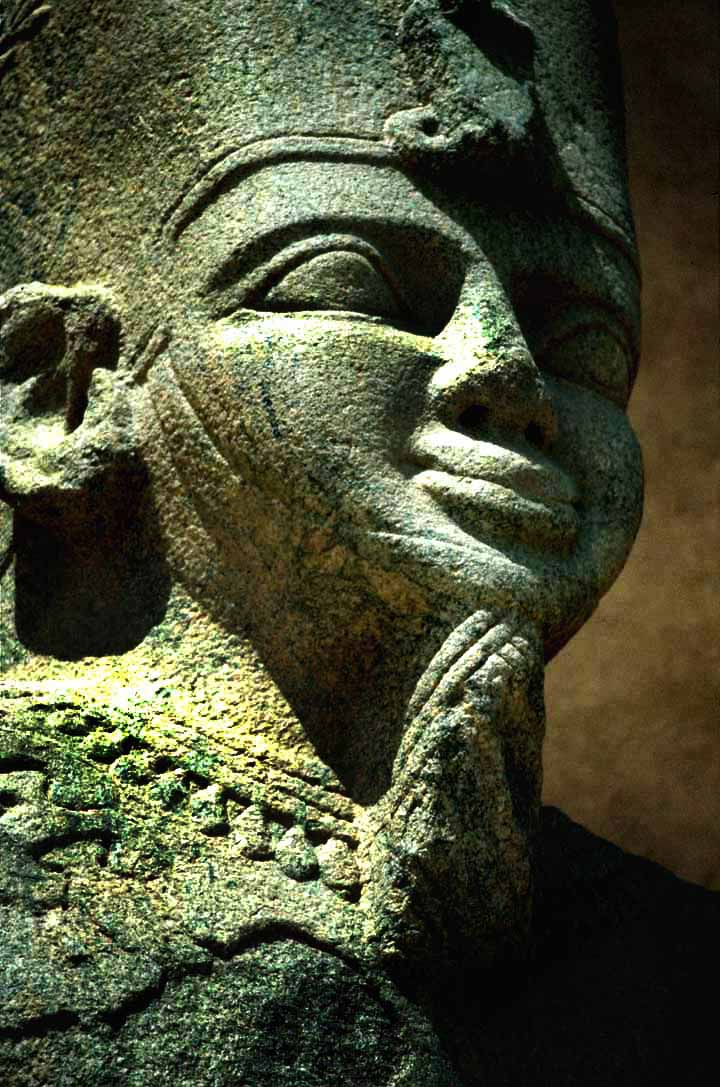
A estátua, que mostra Natacamani, na frente do Museu Nacional do Sudão

### Museus
O maior museu de Cartum, e de todo o Sudão, é o Museu Nacional do Sudão, fundado em 1971, que contém obras de diferentes períodos da história sudanesa. Entre as suas exibições estão os dois templos egípcios de Buém e Semna, construídos originalmente pela rainha Hatexepsute e pelo faraó Tutemés III, respectivamente, e que foram relocados para Cartum com a criação do lago Nasser.
Outro museu da cidade é o Museu do Palácio, localizado ao lado do histórico Palácio Presidencial, na rua Nilo Azul.

## Cidades-irmãs
Cartum tem protocolos de geminação com as seguintes cidades:
- Amã, Jordânia
- Cairo, Egito
- Istambul, Turquia
- Ancara, Turquia
- São Petersburgo, Rússia
- Wuhan, República Popular da China
- Asmara, Eritreia
- Brasília, Brasil[18]
- Ondurmã, Sudão